# Moon Martin
Moon Martin, geboren als John David Martin, (Altus (Oklahoma), 31 oktober 1945 – 11 mei 2020) was een Amerikaanse zanger en songwriter.

## Carrière
Zijn carrière begon Martin als rockabilly-muzikant in de mid sixties (aan de University of Oklahoma). Later werd hij vooral bekend als componist en tekstschrijver van de songs Bad Case of Lovin' You (Doctor, Doctor) van Robert Palmer en Cadillac Walk van Willy DeVille. Tot zijn eigen bekende songs behoort in het bijzonder Bad News. Hij had twee kleinere hits met Rolene (1979) en X-Ray Vision (1982).
Tijdens de jaren 1970 kreeg Martin bekendheid als popzanger en componist. Hij kreeg zijn bijnaam Moon kort na de ontbinding van de band Southwind, toen hij overdag werkte en 's nachts in het maanlicht schreef en componeerde, maar ook omdat het hemellichaam vaak een literair object was in zijn songteksten, zoals hij zelf aangaf in een interview met Muziek Expres.

## Overlijden
Moon Martin overleed in mei 2020 op 74-jarige leeftijd.

## Discografie

### Albums vinyl
- 1978: Shots from a Cold Nightmare (Capitol Records)
- 1978: Victim of Romance / Plus 4 Live (EP/LP)
- 1979: Escape from Domination (Capitol Records)
- 1980: Street Fever (Capitol Records)
- 1982: Mystery Ticket (Capitol Records)
- 1985: Mixed Emotions (Capitol Records)
- 1992: Dreams on File (Fnac France)
- 1993: Bad News Live (Livealbum, Megaphon Importservice)
- 1999: Louisiana Juke-Box (Sonodisc France-Eagle)

### Albums CD
- 1992: Dreams on File
- 1993: Bad News Live
- 1995: Shots from a Cold Nightmare / Escape from Domination: Hot Nite in Dallas; Victim of Romance; Nite Thoughts; Paid Killer; Cadillac Walk; Bad Case of Lovin' You; Hands Down; All I've Got to Do; You Don't Care About Me; She's a Pretender.
- 1995: Street Fever / Mystery Ticket
- 1995: Lunar Samples
- 1995: Cement Monkey
- 1999: Louisiana Jukebox
- 1999: The Very Best of Moon Martin: Don't Blame the Rain; Good Mornin' Policeman; Get Hot(or Go Home); Dangerous Curves; Took Me to School; Pictures of Pain; Wrong; Louisiana Juke-Box; Rockin' Little Honky Tonk; Voodoo River.

### Compilaties
- 1999: The Very Best Of (EMI)

- Bibliothèque nationale de France: cb13897154q (data)
- Gemeinsame Normdatei: 13445667X
- International Standard Name Identifier: 0000 0000 7246 5764
- Library of Congress Control Number: n92099984
- MusicBrainz: e01c79f4-8f46-4fcc-bf8c-98013c8adcb5
- Nederlandse Thesaurus van Auteursnamen: 302483403
- Système universitaire de documentation: 244319642
- Virtual International Authority File: 17408145